# Cretochodaeus mongolicus
Cretochodaeus mongolicus là một loài bọ cánh cứng trong họ Ochodaeidae. Loài này được Nikolajev miêu tả khoa học đầu tiên năm 1995.